# Regione di Atsimo-Atsinanana
La regione di Atsimo-Atsinanana è una regione della provincia di Fianarantsoa, nel Madagascar sud-orientale.
Il capoluogo della regione è Farafangana.
Ha una popolazione di 621 200 abitanti distribuita su una superficie di 18863 km².

## Geografia antropica

### Suddivisioni amministrative
La regione è suddivisa in cinque distretti:
- distretto di Befotaka
- distretto di Farafangana
- distretto di Midongy o Midongy-Atsimo
- distretto di Vangaindrano
- distretto di Vondrozo